# Свети мученици Теодот, Асклијад и Максим
Свети мученици Теодот, Асклијад и Максим су хришћански светитељи који су због своје вере страдали почетком 4. века од стране цара Максимилијана Галерија (305-311).
Максим и Асклиад су били хришћани и истакнути становници града Маркианопоља (данашњи Девња) у Мезији. Својим примером су многе навели да приме крштење и хришћанство. Током прогона хришћана, управитељ Тракије, Тирис, покушао је да их убеди да се одрекну вере у Христа. Пошто су они одбили, војници су одмах почели да их туку. Присутни Теодот, прекорио их је због тога. Тукли су и њега и све их заједно одвели у Адрианопољ (Једрене), где су наставили са мучењем. Пошто су били отпорни на мучења и чврсти у вери бачени су зверима али медведи нису хтели да их нападну, већ су им покорно пришли. Асклијада су везали за бика, али се он није ни мрднуо. Озлојеђени Тирис их је одвео у Филипољ (Пловдив), у село Салтис, у покушају да их убеди да се одрекну Христа. Када ни у томе није успео наредио је да им одсеку главе. Мученици су пострадали између 305.-311. године.
Православна црква прославља свете мученике мезијске 15. септембра по јулијанском календару.